# Luise Meyer-Strasser
Luise Meyer-Strasser (* 12. Mai 1894 in Aussersihl; † 14. Januar 1974 in Zürich) war eine Schweizer Malerin und Kunsthandwerkerin. Meyer-Strasser stellte Stickereien und Keramiken her, bemalte Porzellan, Engobe, Möbelstücke und vereinzelt Hauswände. Ausserdem gibt es viele Skizzen, aber auch Acryl-Bilder von ihr. In ihren frühen Arbeiten lehnt sie sich mit grellen Farben an den Expressionismus an, einige Stickereien sind in ihrer pflanzlichen Ornamentik dem Jugendstil verpflichtet.

## Leben

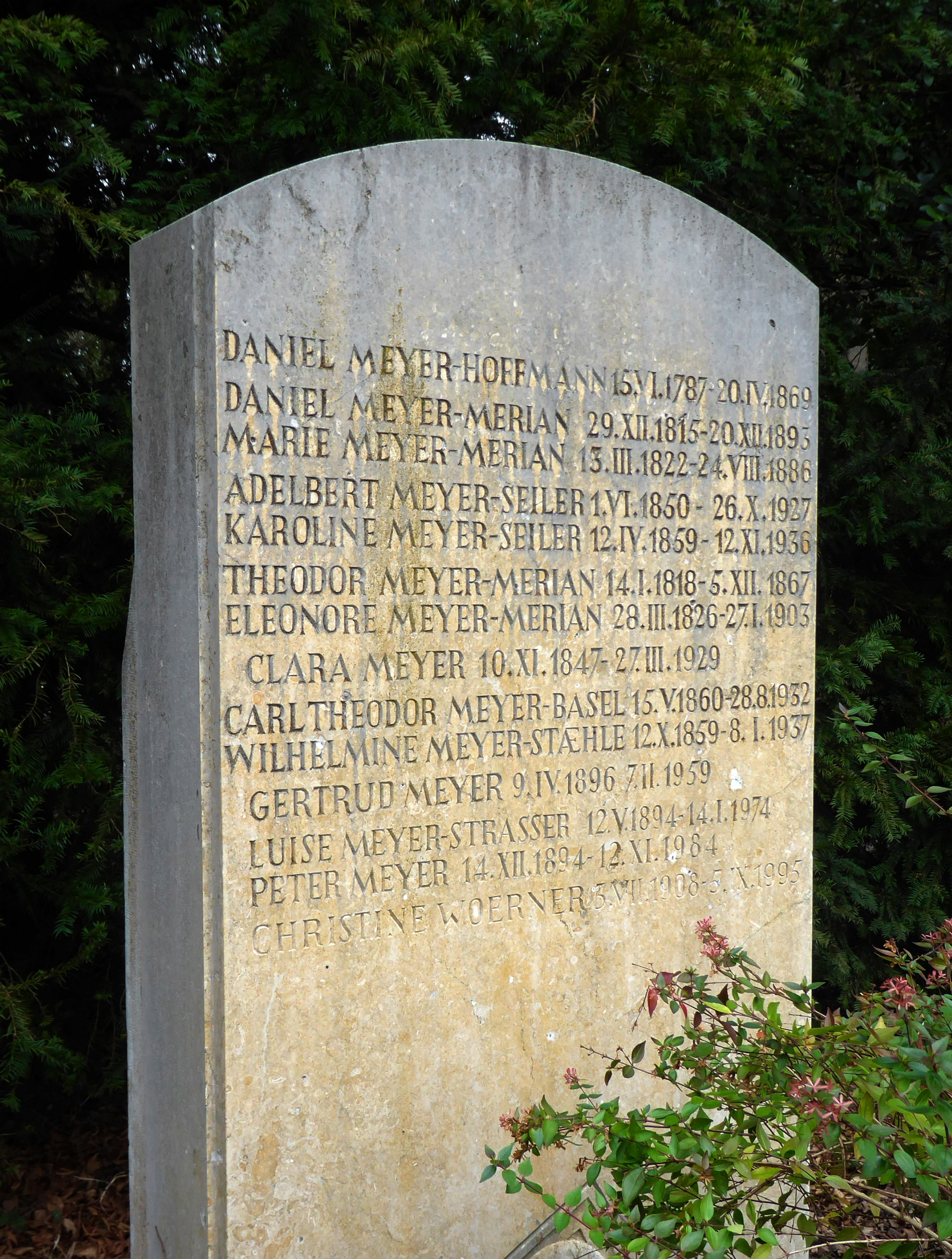
Familiengrab, Friedhof am Hörnli.

Luise Strasser absolvierte in Zürich eine Stickereilehre. Mit 20 Jahren ging sie zusammen mit ihrer Freundin Bertha Tappolet drei Jahre nach München, weil ihnen ein Studienaufenthalt an der dortigen Kunstgewerbeschule genehmigt wurde. Im Januar 1918 kehrte sie nach Zürich zurück und widmete sich ihrer Kunst in einem neuen Atelier.
1927 heiratete sie den Architekten und Professor Peter Meyer. 1932 kam ein Junge zur Welt und 1935 ein Mädchen.
1937 eröffnete Luise Meyer-Strasser zusammen mit Bertha Tappolet, Cornelia Forster und Martha Amata Good (1896–1950) den kleinen Verkaufsladen «Cornelius» an der Oberdorfstrasse in Zürich. Dort verkauften die Künstlerinnen ihre Werke. Im März 1970 wurde die erste Ausstellung, die ausschliesslich ihre Arbeiten enthielt, bei Orell-Füssli eröffnet.
Luise Meyer-Strasser fand ihre letzte Ruhestätte auf dem Friedhof am Hörnli. Im Herbst 2019 widmete das Museum Villa Flora in Winterthur ihr eine Gastausstellung.

## Öffentliche Werke
Luise Strasser schuf zusammen mit Bertha Tappolet Wandbilder für folgende städtische Kindergärten. 1927 Zanggerweg, Utohof und Erismannhof. 1929 Heuried und 1931 Zentralstrasse.
Das Haus «zur Münz» in Zürich wurde 1940 von der Architektin Lux Guyer in ein Kaffee-Restaurant umgebaut. Diesem zogen Luise Meyer-Strasser, Margherita Osswald-Toppi, Berta Tappolet und Cornelia Forster bei, um in den Räumen eine gemütliche Atmosphäre zu schaffen. Das Gebäude wurde in den 1960er-Jahren abgerissen, nachdem es durch einen Brand zerstört worden war, und durch einen Neubau ersetzt.

## Ehrungen
An der Luisenstrasse in Zürich wird Meyer-Strasser zu Ehren als historische Persönlichkeit eine Hinweistafel angebracht.